# Heteropoda altithorax
Heteropoda altithorax är en spindelart som beskrevs av Embrik Strand 1907. Heteropoda altithorax ingår i släktet Heteropoda och familjen jättekrabbspindlar. Inga underarter finns listade i Catalogue of Life.